# Salomonische Badmintonmeisterschaft
Bei den Salomonischen Badmintonmeisterschaften werden die Titelträger der Salomonen in den fünf Einzeldisziplinen im Badminton ermittelt. Erste Titelkämpfe fanden in den 2000er Jahren statt.

## Die Titelträger
| Saison    | Herreneinzel | Dameneinzel | Herrendoppel                | Damendoppel                | Mixed             |
| --------- | ------------ | ----------- | --------------------------- | -------------------------- | ----------------- |
| 2021      | Moffat Avo   | Teue Tavaio | Moffat Avo Thinking Maitaki | Teue Tavaio Helena Maitaki | nicht ausgetragen |
| 2022 2024 | keine Daten  | keine Daten | keine Daten                 | keine Daten                | keine Daten       |